# 海柘榴市 (大和国)
- 海柘榴市
- 海石榴市
- 椿市
- 都波岐市

海柘榴市（つばいち）とは、かつて大和国にあった古代の市。平安時代以降は宿場となった。海石榴市・椿市・都波岐市の表記もあり、読みも「つばきいち」から「つばいいち」を経て「つばいち」に転訛した。現在の桜井市金屋あたりに比定されるが、所在地が移動したとする説もある。
付近は大和時代から、初瀬川の舟運と、東西に横大路・初瀬街道・伊勢街道・忍坂道、南北に上ツ道・山辺の道・多武峰街道・阿部山田道などが交わる交通の要衝であった。それゆえ海柘榴市は磯城嶋金刺宮や小墾田宮など都の玄関口でもあり、駅家も置かれたほか、刑を処する晒場や歌垣を行う場でもあった。
都が平安京に遷都したのちも、長谷寺参詣の宿場として繁栄した。宿場としての海柘榴市は『枕草子』や平安貴族の日記にも記され、『源氏物語』の舞台にもなった。

## 所在地と八十の衢

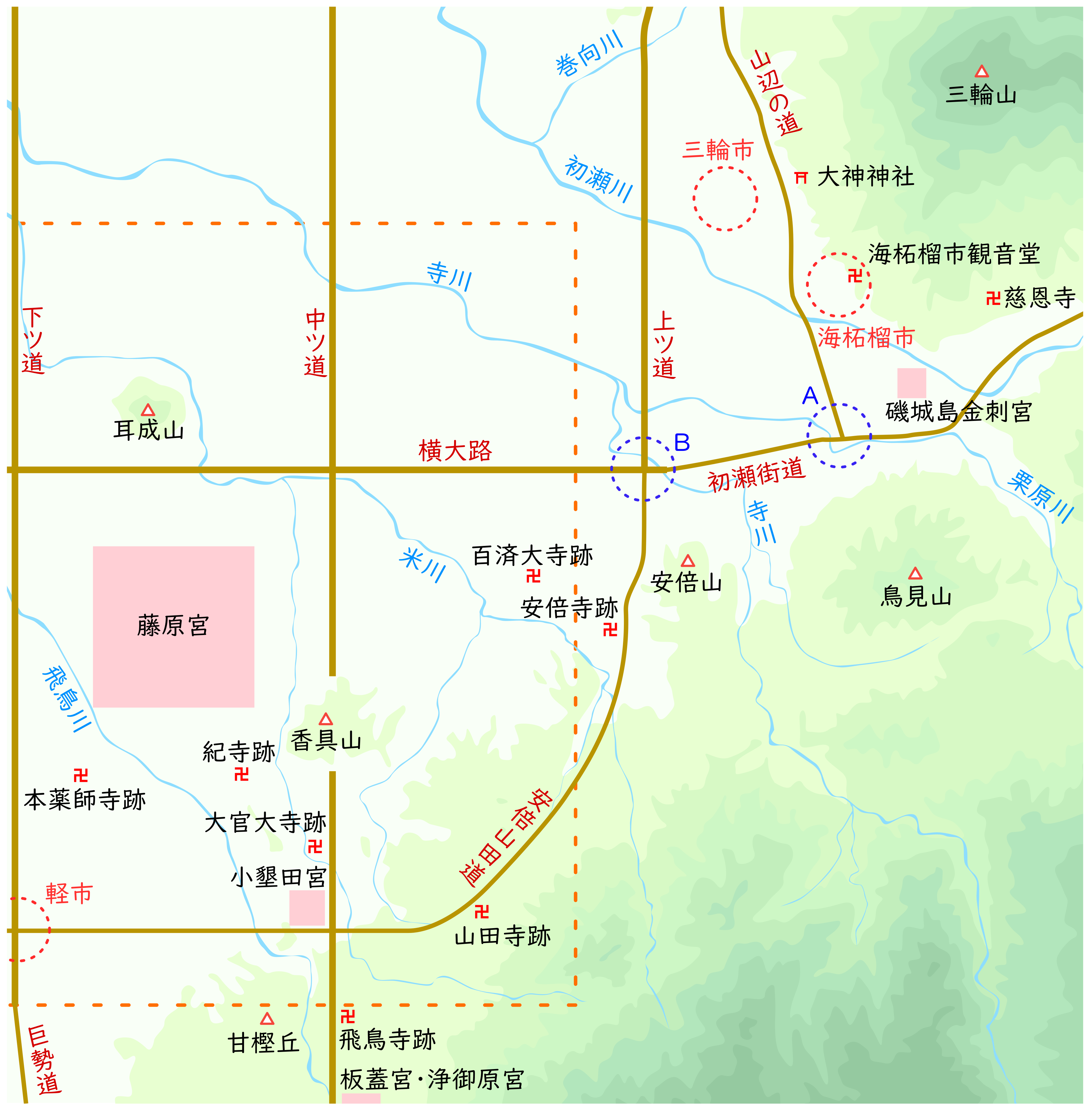
海柘榴市ならびに飛鳥時代の主要施設の位置関係

市が成立した時期は明らかではないが、樋口清之（1958年）は、付近の集落の形成から考えて2,3世紀から5世紀の間としている。

通説によると、海柘榴市の所在地は現在の初瀬川右岸（北側）にある桜井市金屋付近に比定されている。『和名類聚抄』（承平年間931年-938年）に記された現在の桜井市金屋および三輪小字松之本にあたる「上市郷」の地域である。
金屋には海石榴市観音堂があり、本尊の観音石仏2体はいずれも元亀年間の銘がある。

初瀬川左岸（南側）と近鉄大阪線、JR桜井線に囲まれた初瀬谷の谷口、迹見駅（とみのうまや）北方の山辺の道と初瀬川との交点付近にあったとする説もある。

この周辺は崇神天皇の磯城瑞籬宮をはじめ欽明天皇の磯城嶋金刺宮などがあり、ヤマト王権の中心地であった。海柘榴市は『万葉集』などで「八十の衢（やそのちまた）」と称され、大小の道が四方から集まる交通の要衝であった。奈良盆地で最も水量豊富な初瀬川は舟運を通じて都と難波津を結んでおり、河川港と陸路の結節点周辺に発達したと考えられる。市としての特徴について、中村修也（2001年）は海柘榴市が外港であった点に着目し、他の市と異なり東アジアの交易品が集まる市であったと推測している。
538年（日本書紀では552年）に、百済の聖明王が欽明天皇に仏像と経典を献上し、仏教が公伝した。百済の使者は難波津から大和川をさかのぼり、磯城嶋金刺宮に最も近い海柘榴市に上陸したと考えられている。

『日本書紀』推古16年（608年）8月条には「隋の使者である裴世清が難波津から小墾田宮に入った。その日に飾りつけた馬75匹を派遣して海石榴市の衢で迎えた」とあり、海柘榴市は飛鳥時代も都の外港の機能を果たしていた。

『日本紀略』に「延長四年（926年）七月十九日癸酉、大風、此日大和国長谷寺山崩、至て椿市人烟悉流」とあり、長谷寺で起こった台風による山崩れが海柘榴市に至って、壊滅的な被害を受けたことが記録されている。三輪坐惠比須神社の社伝には「大風、長谷山崩レ、海石榴市ニ至リ、人烟悉ク流レシニヨリ、市場ヲ三輪ニ開クニ及ビ、市神モココニ遷シ祭ル。是レ即チ当神社ノ創祀ニシテ」とあり、土石流で壊滅した市場の機能を、少し離れた三輪に移したことが分かる。
所在地については異論もある。

とくに平安時代以降に金屋付近に移動したとする説が少なくなく、金屋に移動した理由については、延長4年（926年）の初瀬川の自然災害とする説や、京都から長谷寺へ向かう経路に移ったためとする説がある。

金屋から山辺の道を辿って南に進むと現在の外山（とび）で初瀬街道と交わり、近くには栗原川が流れている（Aエリア）。この場所に比定する岸俊男（1970年）は、後述する海柘榴市の馬家と、『日本書紀』天武8年（679年）8月条にみえる迹見駅家（とみのうまや）が同一とみられる事を理由としている。『桜井市史』（1979年）では、外山（Aエリア）から仁王堂（Bエリア）を経て金屋に移動したとしている。外山に比定する『角川日本地名大辞典』（1990年）は、金屋に移ったのは平安期以降としている。

渡里恒信（2008年）は「金屋付近は衢（ちまた）とは言い難い」とし、金屋について「山辺の道が古代から存在したのか疑問である。さらに初瀬川と山辺の道が交差する地点に上陸すると、小墾田宮から遠く入京経路が不自然である」としている。そして、金屋から南西方向の現桜井駅の南側にある仁王堂付近を起点として、西に向かう横大路と東に向かう初瀬街道、北に向かう上ツ道と南に向かう安倍山田道といった古代の官道が交わり、そのすぐ近くを寺川が流れている（Bエリア）。この場所に比定する渡里は、磐余市磯池の「市」を海柘榴市のこととし、所在地を磐余の範囲内と推測している。

## 市と語源
海柘榴市は、軽市・阿斗桑市・餌香市と並び、飛鳥時代の代表的な市であった。

名称の海柘榴（つばき）は、いわゆるツバキあるいはサザンカだと考えられている。交易する場所を意味する「市」の語源については「斎つ（いつ）」とする説があり、一種の聖域が古代の交易の場になったと考えられる。そのような古代の市には聖域の中心として神木があり、海柘榴市ではつばきが神木であったことが語源とする説がある。そのほか、『万葉集』巻13の3222番歌の「末辺は椿花開く」から三輪山の麓に椿が植えられていたとする説や、市の街路樹がつばきであったとする説もある。

## 歌垣
海柘榴市は歌垣が行われる場所でもあった。海柘榴市の初見は『日本書紀』の武烈天皇即位前記である。海柘榴市についての概略は「まだ武烈天皇が皇太子であった頃、影媛（物部麁鹿火の娘）に求婚したところ「海柘榴市の巷でお会いしましょう」と返答された。海柘榴市では影媛をめぐって太子と居合わせた平群鮪の間で歌の掛け合いとなり、それにより太子は影媛と平群鮪が契っていることを知る」という内容である。ただし類似する話が『古事記』では顕宗天皇と平群志毘の話として書かれており、書紀の記述は史実ではない可能性が高い。
歌垣が行われた場所であることから、海柘榴市を舞台とした男女の出会いの和歌も『万葉集』に載せられており、金屋には歌碑も建てられている。なかでも3101番歌と3102番歌は問答歌として著名である。
海石榴市の八十の衢に立ち平し結びし紐を解かなく惜しも（巻12-2951）
海柘榴市で出会い、互いに結び合った衣服の紐を、一人で解くのは惜しいことだ。「八十の衢（巷）」とは方々から道が集まる場所。「立ち平し（たちならし）」とは歌垣において男性が女性に求愛する際の振る舞い。もしくは地面が平らになるほど行き来する様。
三輪山の山下とよみ行く水の水脈し絶えずは後もわが妻（巻12-3014）
三輪山の麓を音をたてて流れる初瀬川の水が絶えないならば、貴女はいつまでも私の妻です。「神山」は三輪山のこと。
紫は灰指すものそ海石榴市の八十の衢に逢へる児や誰（巻12-3101）
私の妻問いに応えてくれるならば、灰を加えて紫色に染まるように貴女も一層美しく彩られるでしょう。海柘榴市で出会ったあなたは誰ですか。いわゆる妻問歌である。「紫は灰指すものぞ」は海柘榴市の序詞。紫に染料する際にツバキの灰の灰汁を媒染で用いる。なお今東光は「灰さす」を「仄さす」の誤字と解しており、海柘榴市に建つ歌碑も「ほのさす」と記される。
たらちねの母が呼ぶ名を申さめど道行き人を誰と知りてか（巻12-3102）
私の名前を教えたいとは思いますが、誰だか解らない道行く人に簡単に打ち明けられましょうか（まずご自身からお名乗りください）。上の歌の返歌。「たらちねの」は母の枕詞。「母が呼ぶ名」は自分の名前。

## 馬家
『日本書紀』や『元興寺縁起』によると、敏達14年（585年）3月に「廃仏派の物部守屋が善信尼ら3人の尼の衣服をはぎ取り、海柘榴市（都波岐市）の亭で晒して鞭打ち刑に処した」とある。この亭（うまやたち）とは駅家のことで、海柘榴市には駅馬を飼育する厩舎や駅使の施設があった。また、海柘榴市は人が集まる場所でもあったため、刑罰を見世物的に行う場所でもあった。

## 宿場と海柘榴市の終焉
平安時代に都で長谷観音詣が流行すると、参詣者の多くは前日に海柘榴市で泊まり、灯明などを買いそろえてから長谷寺に参詣するようになった。

『枕草子』は「市は（中略）つば市。大和国に宿場は沢山あるけれど、長谷に詣でる人が必ずそこに泊まるのは、観音の縁であろうか、趣も特別である」と記す。また『小右記』にも正暦元年（990年）に「長谷寺にお参りした。午後に椿市に至り灯明の灯心器などを買い求めて御堂に詣でた」とある。『源氏物語』でも玉鬘が長谷寺詣で椿市を訪れたときに右近と再会する場面が描かれている。

海柘榴市は926年（延長4年）の長谷寺山崩れにより壊滅的な被害を受け、市の機能を少し離れた現在の三輪坐惠比須神社付近に移したため、平安文学に描かれている「椿市」は、こちらの新しい市場のことであるとも考えられる。上市郷に対して、三輪は下市と言われ、11世紀には和歌などに「三輪市」の言葉が現れる。
鎌倉時代以降に伊勢参りも盛んになると、西日本の人は大神神社と長谷寺にも参詣してから伊勢街道を東に行くようになる。江戸時代には庶民も伊勢講で旅をするようになり、付近の宿場が繁栄した。安永5年（1776年）に刊行された『雨月物語』の「蛇性の婬」にも、長谷寺詣の宿場として海柘榴市の名がみえる。しかし、この頃には宿場の中心は海柘榴市から三輪市に移っていた。